# Lagenwaardse Polder
De Lagenwaardse Polder is een polder en een voormalig waterschap in de gemeente Alphen aan den Rijn in de Nederlandse provincie Zuid-Holland. De Lagenwaardsche Polder kreeg in 1509 een eigen bemaling en werd daarbij gescheiden van de Hondsdijkse Polder.
De Lagenwaardse Polder werd in 1748 samengevoegd met de in 1566 opgerichte Bruimadesche Polder. Van 1748-1952 was de naam De Lagenwaardsche en Bruimadesche Polder. In 1952 werd de naam Lagenwaardse Polder ingevoerd voor de gezamenlijke polder. Op de Nederlandse kadasterkaarten ('stafkaarten') van 1950 en 1959 blijft men evenwel spreken van de Lagenwaardse en Bruimadesche Polder, en op de kaarten van 1969, 1981, 1988 en 1992 krijgen de polders zelfs weer elk hun eigen naam.
De (gezamenlijke) polder was een zelfstandig waterschap tot 1 januari 1979. Dit waterschap was verantwoordelijk voor de drooglegging en later de waterhuishouding in beide polders. In het kader van de concentratie van polders binnen het hoogheemraadschap van Rijnland werd dit polderwaterschap op 1 januari 1979 opgeheven en opgenomen in het nieuw gevormde waterschap De Oude Veenen.

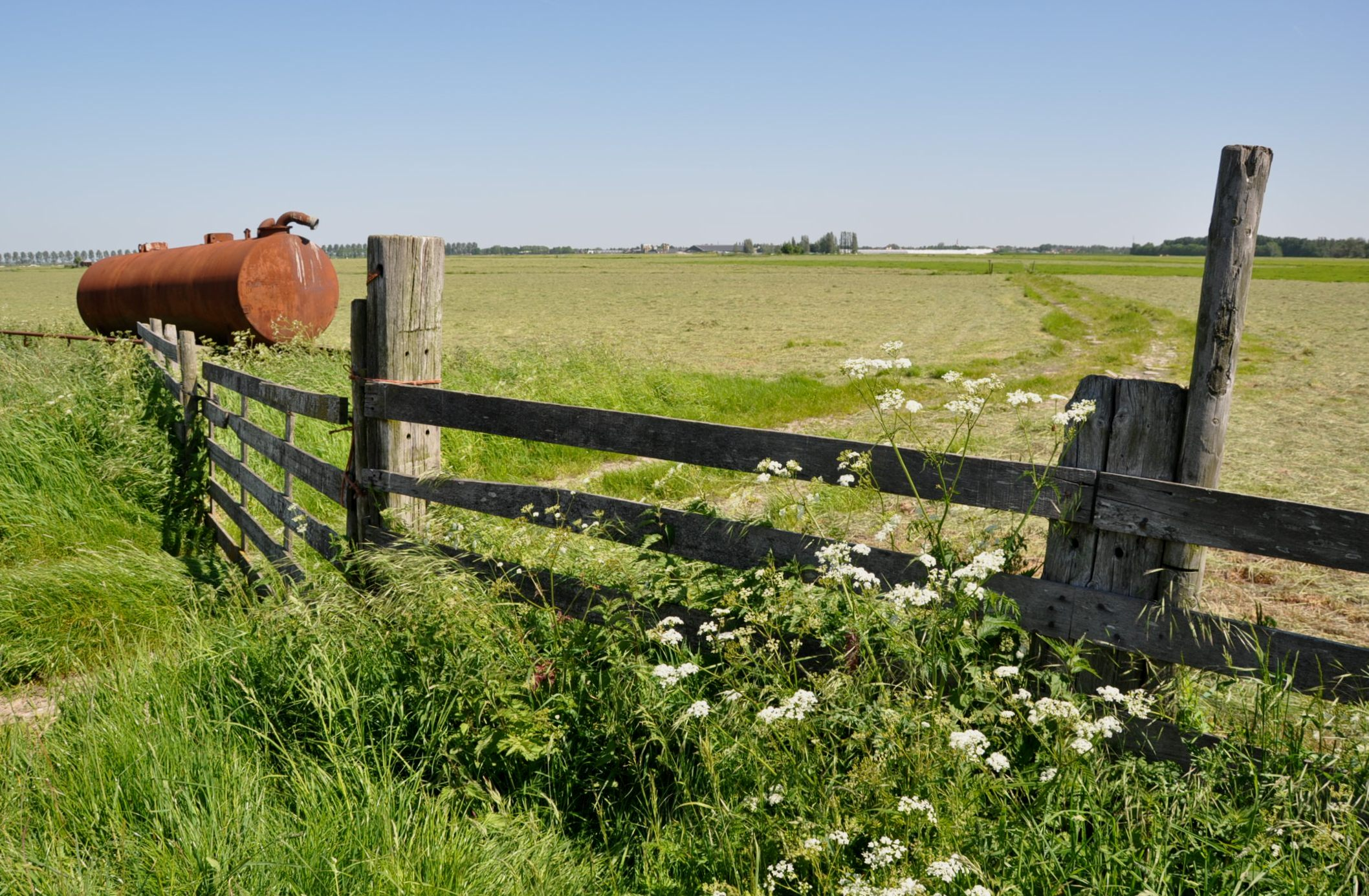
De Bruimadesche polder
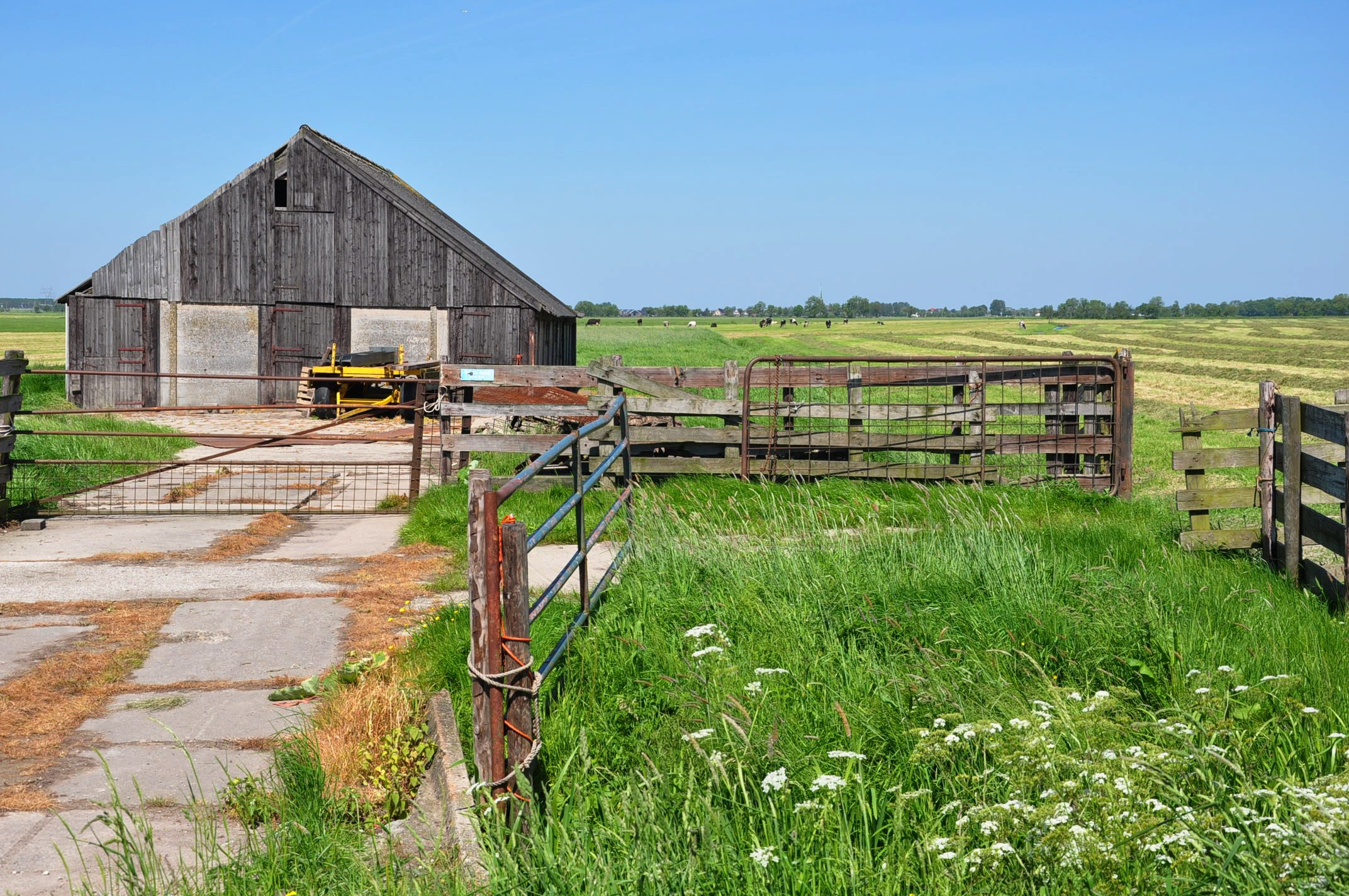
Schuur in de Lagenwaardse polder
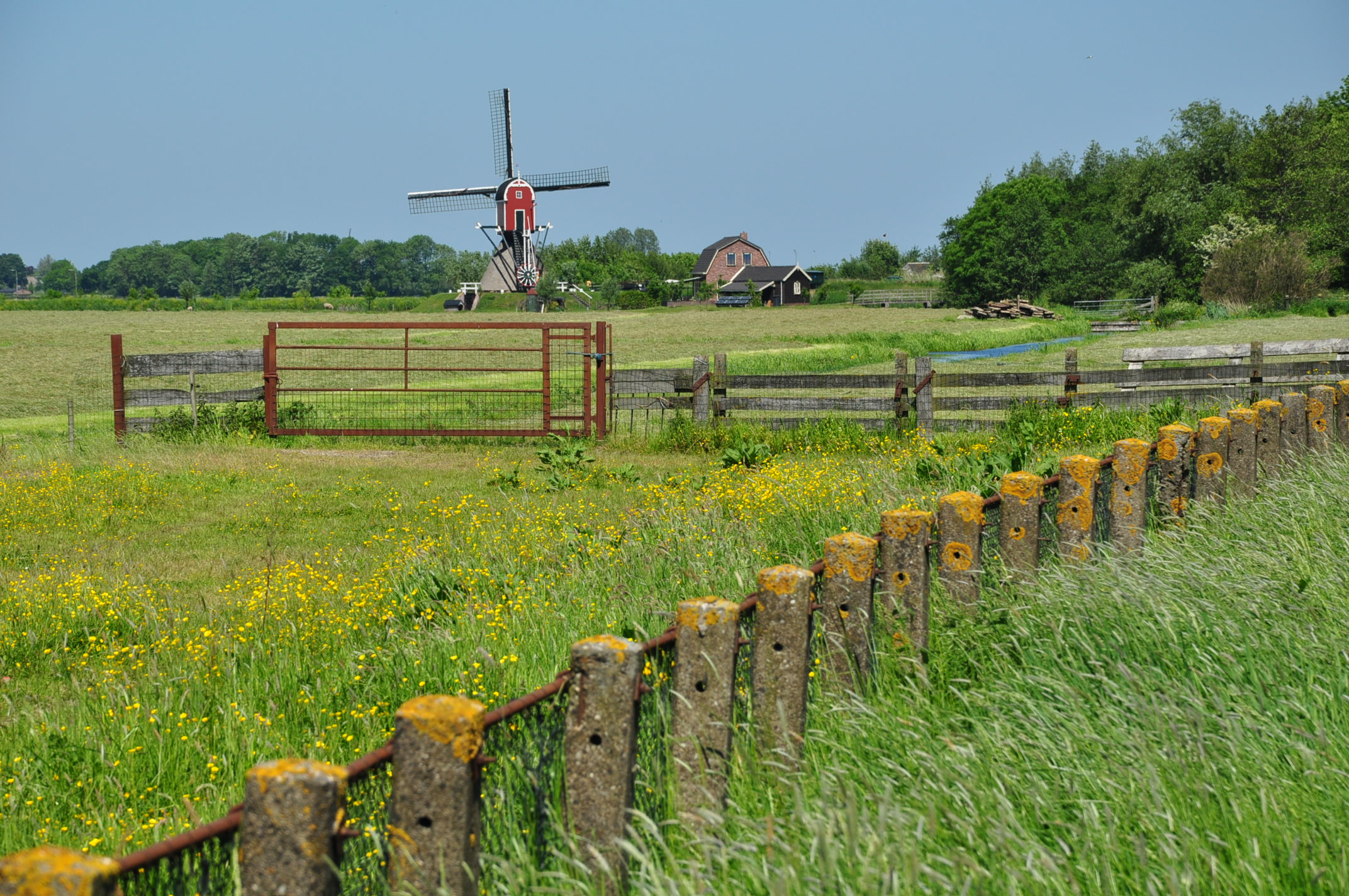
Lagenwaardse polder met de gelijknamige molen